# Hassgesang
Hassgesang ist eine konspirativ agierende, deutsche Rechtsrock- und RAC-Band. Zwei Alben (Frei sein und Augenblicke) wurden unter dem Kürzel H. G. veröffentlicht. Sie wurde von Maik Bunzel im Alter von 15 Jahren gegründet. 
Gordian Meyer-Plath, damals Referatsleiter beim Verfassungsschutz Brandenburg, stufte 2011 Hassgesang als Projekt eines einzelnen Rechtsextremisten aus dem Raum Teltow ein, der im Studio die Musik meistens alleine einspiele und für Live-Auftritte zusätzliche Musiker heranziehe. Weiters wurde die Band als der „verlängerte musikalische Arm der Neonazi-Szene in Südbrandenburg“ um das (2012 verbotene) Portal Spreelichter bezeichnet.

## Bandgeschichte

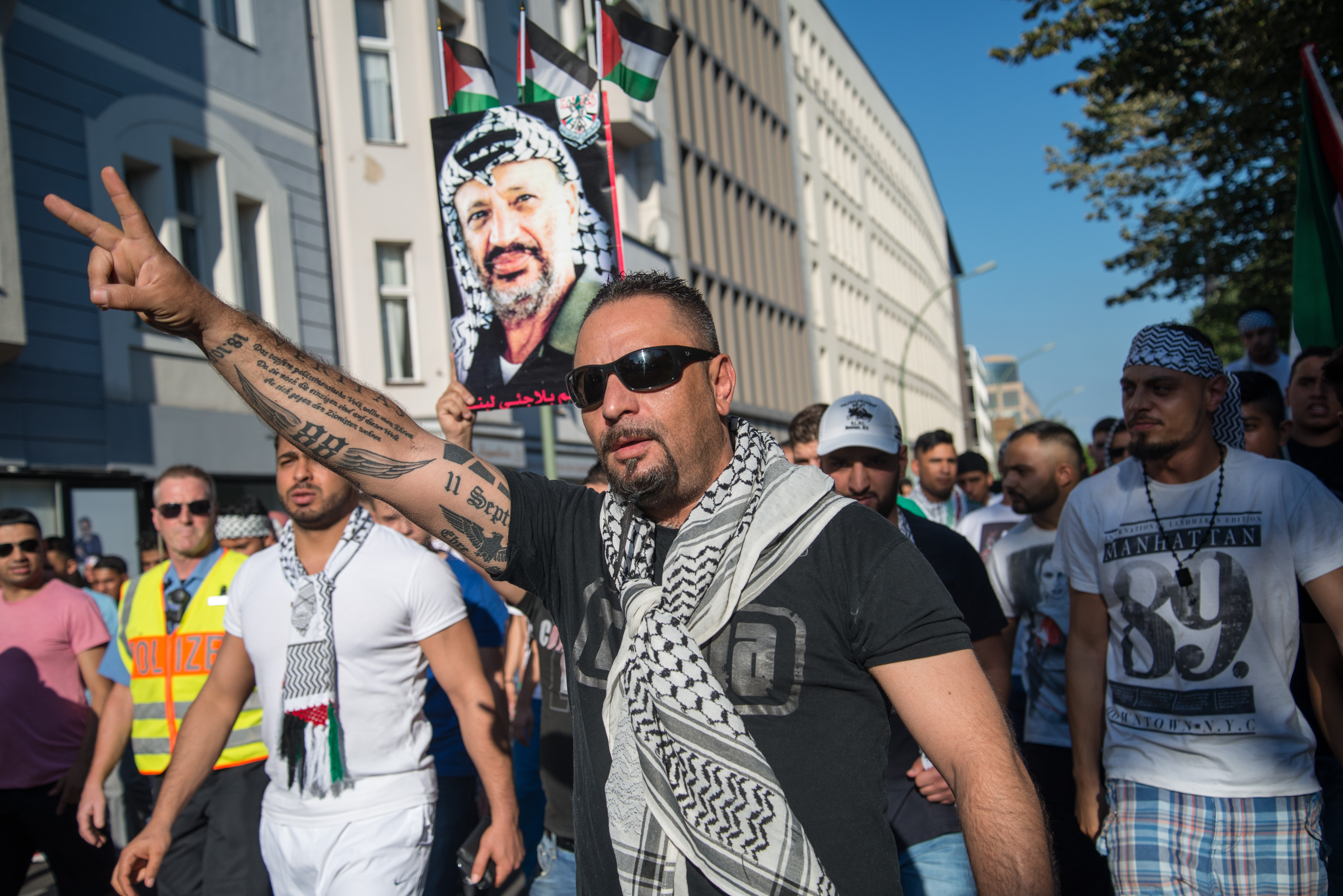
Ein rechtsextremer Demonstrant in Berlin (2014), auf den Arm tätowiert der auf das Stück Israel zurückgehende Spruch „Das tapfere palästinensische Volk sollte man Ehren / Da sie noch die einzigen sind auf dieser Welt / die sich gegen den Zionisten wehren.“

Hassgesang wurden um 2000 gegründet. Nach einem ersten Demo nahm die Gruppe Kontakt mit ausländischen Rechtsrock-Produzenten auf und veröffentlichte das erste Album Helden für’s Vaterland auf dem schwedischen Label Black Sun Records. Das Bandlogo hatte bei den beiden S die Sig-Runen, das Zeichen der SS. Auf dem Cover ist Adolf Hitler mit Hitlergruß zu sehen. Das nächste Album Bis zum letzten Tropfen Blut erschien 2003 in den USA über den rechtsextremistischen Versand Micetrap Records. Das Cover zeigt ein transparentes Hakenkreuz über dem Stacheldrahtzaun eines Konzentrationslagers. Beide Alben enthielten volksverhetzende, antisemitische und rassistische Textstellen und ein offenes Bekenntnis zum Nationalsozialismus. Ein Liedtext lautet: „Adolf Hitler, im Kampf für unser Land. Adolf Hitler, sein Werk verteufelt und verkannt. Adolf Hitler, du machtest es uns vor. Adolf Hitler, Sieg Heil tönt es zu dir empor.“ Im Lied Israel heißt es: „Es ist bekannt in aller Welt, dass der Jude nicht viel von Arbeit hält. Lieber nimmt er die Entschädigungsmoneten, zum Bau von Atomraketen.“ Und: „Das tapfere Volk von Palästina sollte man verehren, weil sie allein sich auf der Welt noch gegen die Juden wehren.“ Und: „Heilig sei allen Völkern Befehl, Atomraketen auf Israel.“ Beide Alben sowie das Demo der Gruppe wurden indiziert und von der Bundesprüfstelle für jugendgefährdende Medien (BPjM) der Liste B zugeordnet. 2008 wurde der Urheber des Tonträgers Bis zum letzten Tropfen Blut „vom Amtsgericht Cottbus wegen öffentlicher Aufforderung zu Straftaten und Volksverhetzung zu einer Geldstrafe von 60 Tagessätzen zu je 12 Euro verurteilt“.
Das dritte Album Alte Kraft soll neu entstehen erschien 2005 unter dem Siegel der Legalität beim einschlägigen Rechtsrock-Versand PC-Records und enthielt deutlich abgeschwächte Songtexte. Die Sig-Runen wurden unkenntlich gemacht. Das vierte Album Frei sein erschien 2007 ebenfalls dort, allerdings unter dem Kürzel H.G. Beide Alben sind wesentlich professioneller gestaltet und umfassen einen Musikstil im Querschnitt zwischen Metal, Hatecore und Deutschpunk. Sogar Reggae-Anklänge sollen auf einer der CDs zu hören sein. 2010 erschienen Generation, die sich wehrt und das Akustikalbum Augenblicke unter dem Kürzel H.G. Acoustic als Videomitschnitt von einem Balladenabend, das im Internet frei zum Download angeboten wurde.
Es existiert außerdem eine Split-CD mit der bekanntesten russischen Neonazi-Band Kolovrat.
2007 beteiligte sich die Band an der beschlagnahmten Projekt-Schulhof-CD Schulhof CD – 60 Minuten Musik gegen 60 Jahre Umerziehung des Kameradschaftsbunds Hochfranken und 2009 an der Schulhof-CD der NPD.
Die Bandmitglieder beteiligen sich des Weiteren an Gruppen wie Agnar, No Escape und Anger Within, die ebenfalls dem Rechtsrock und dem Hatecore zuzuordnen sind.
Am Amtsgericht Lichtenfels wurde im Herbst 2013 Hassgesang-Frontmann Maik Bunzel als Richter auf Probe eingestellt, was im Oktober 2014 für Irritationen sorgte. Das Bayerische Landesamt für Verfassungsschutz war bereits im Februar 2014 über die politischen Aktivitäten des Juristen informiert. Dieser wurde vom Dienst suspendiert und kurz darauf auf eigenen Antrag entlassen. Zuvor hatte er sich in Berlin beworben, war aber vom Kammergericht wegen zu schlechter Noten abgelehnt worden. Anschließend promovierte er in der Ernst-Moritz-Arndt-Universität Greifswald unter Leitung des Rechtspopulisten Ralph Weber zum Thema „Der privatärztliche Vergütungsanspruch gemäß der GOÄ im Spannungsfeld des medizinischen Fortschritts“.

## Diskografie

### Alben
- Demo 1 (Eigenproduktion). 2000 (indiziert[3])
- Demo 2 – Helden für’s Vaterland. 2001 (indiziert[3])
- Bis zum letzten Tropfen Blut (B.z.l.T.B.). 2003 (indiziert[3])
- Alte Kraft soll neu entstehen. 2005
- (als H. G.): Frei sein. 2007
- Generation, die sich wehrt. 2010 (indiziert[15])
- (als H. G.):  Augenblicke (Acoustic). 2010 (indiziert[16])

### Weitere Veröffentlichungen
- Unity in Action (Split-CD mit Kolovrat). 2009

### Nebenprojekte
- No Escape – Break the Silence. 2004 (indiziert[17])
- Agnar – Rufe aus alter Zeit. 2004
- Agnar – Worte können Ketten brechen. 2005
- Anger Within – Fight, Live Act, Give. 2005
- Anger Within – Lost Path
- In Anerkennung – Sampler. 2011
- Berlin Brandenburg Sampler III. 2014
  - 2016: Die Anderen auf FreilichFrei – Acoustic Covers